# Joensuu universitet

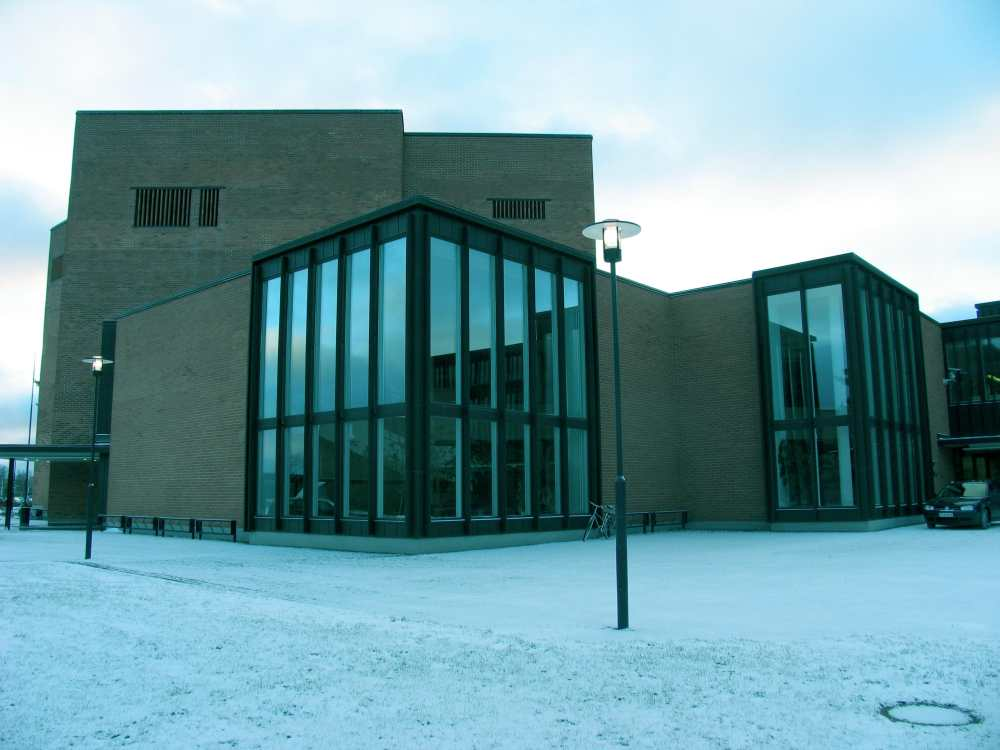
Universitetets festsal låg i Carelia-huset.

Joensuu universitet (finska: Joensuun yliopisto) grundades år 1969. Universitetets namn var Joensuu högskola (Joensuun korkeakoulu på finska) fram till år 1984. Sedan 1 januari 2010 ingår det i Östra Finlands universitet tillsammans med Kuopio universitet
Universitetet hade förläggningar i Joensuu och i Nyslott. Därtill fanns en forskningsstation vid Mekrijärvi i Ilomants.
Vid sammanslagningen hade universitetet över 7 700 studenter, varav 1 160 studerade i Nyslott. Personalen uppgick till ca 1 200, av vilka 160 arbetade i Nyslott.